# ZF AG

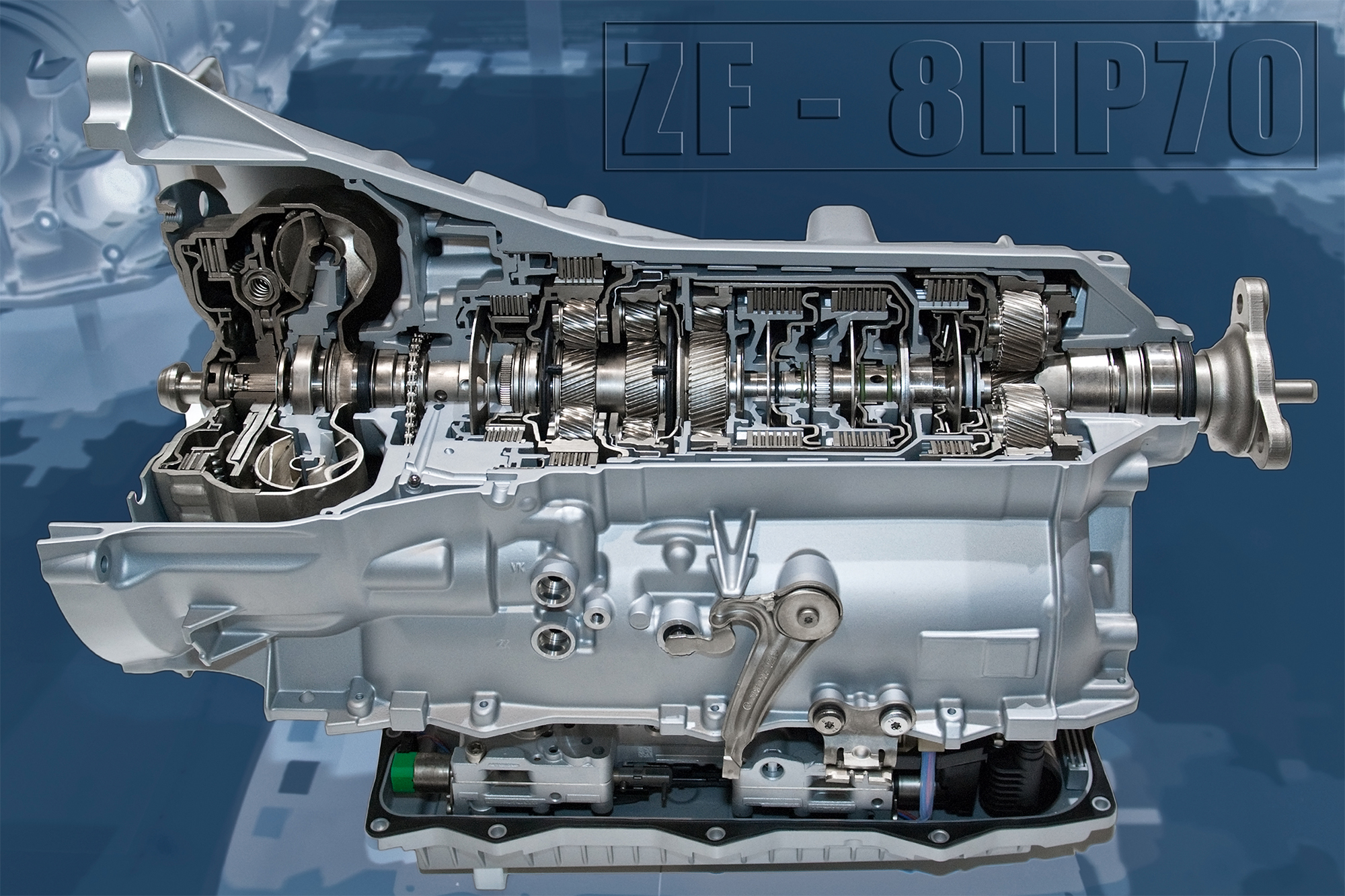
Genomskärningsmodell av en automatväxellåda.

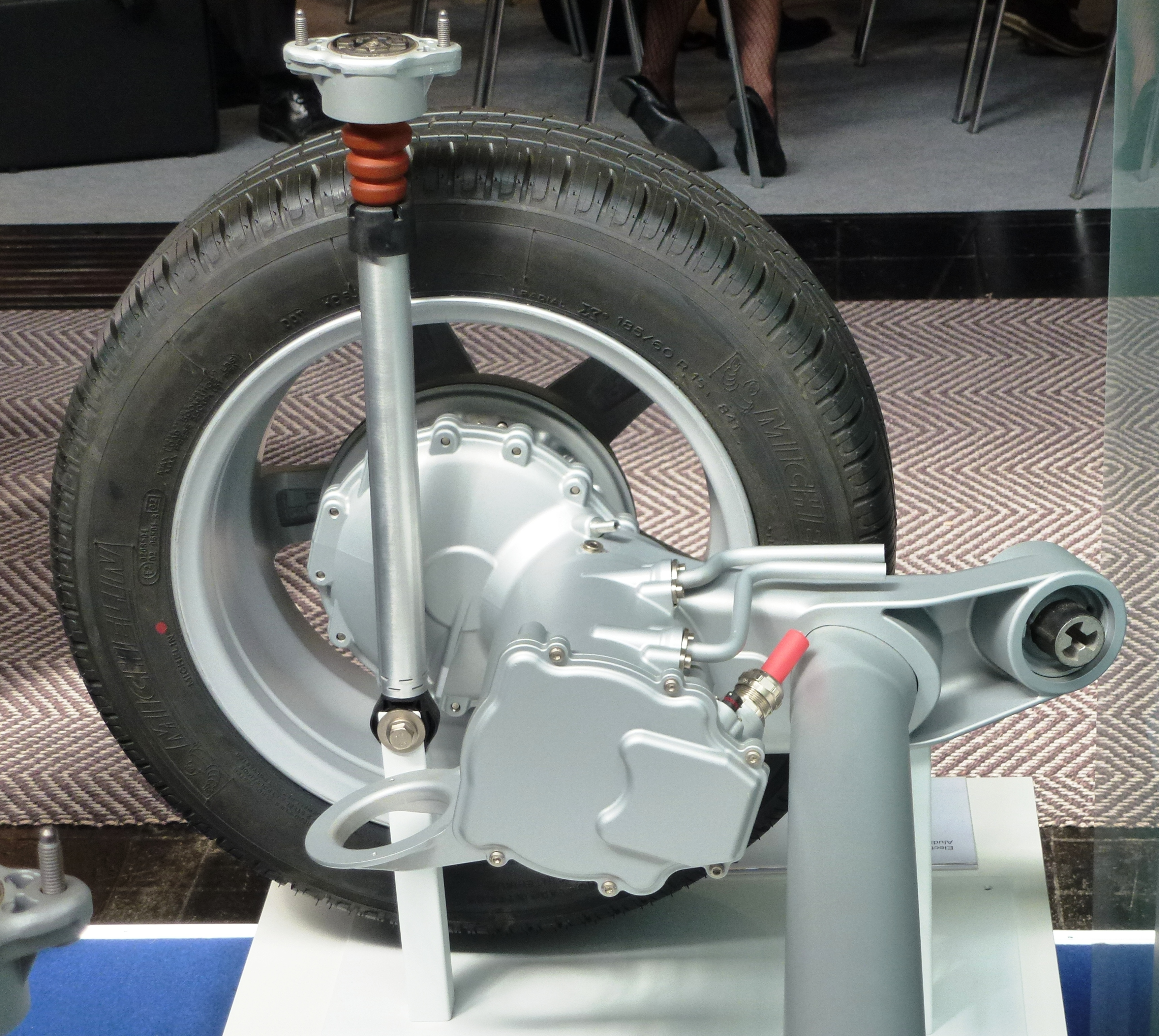
Komponent för drivning av elektriskt fordon.

ZF Friedrichshafen AG är ett företag beläget i Friedrichshafen i Tyskland, som tillverkar komponenter för bilindustrin. ZF tillverkar bland annat växellådor, axlar, kopplingar, stötdämpare för tillverkare av person- och lastbilar, bussar, tåg, fartyg, helikoptrar samt andra maskiner.

## Historik
Företaget skapades som Zahnradfabrik GmbH 1915 och ombildades efter några år till ett aktiebolag. Företaget skapades från början för att tillverka kugghjul som underleverantör till staden Friedrichshafens stora industri - tillverkningen av Zeppelinare. Efterhand utökades kundkretsen och företaget blev en av de ledande tillverkarna åt den tyska fordonsindustrin. I början av 1990-talet tog man sig det nuvarande namnet ZF Friedrichshafen AG. Det nya namnet fungerade bättre internationellt och man tillverkade flera produkter än enbart kugghjul. I koncernen ingår ZF Sachs AG.